# Perdita cinctiventris
Perdita cinctiventris är en biart som beskrevs av Timberlake 1977. Perdita cinctiventris ingår i släktet Perdita och familjen grävbin. Inga underarter finns listade i Catalogue of Life.